# لوسیا پولی
لوسیا پولی (ایتالیایی: Lucia Poli؛ زادهٔ ۱۴ ژوئن ۱۹۴۰) یک هنرپیشه اهل ایتالیا است. 
از فیلم‌ها یا برنامه‌های تلویزیونی که وی در آن نقش داشته است می‌توان به ببر و برف و زن‌ها دیوانه‌ام می‌کنند اشاره کرد. پولی در سال ۱۹۹۷ برنده جایزه انجمن ملی فیلم ایتالیا بهترین بازیگر نقش مکمل زن شده است.